# Arthur Rudolph (Maler)
Arthur Rudolph (* 17. November 1885 in Dresden; † 29. März 1959 ebenda) war ein deutscher Maler und Grafiker.

## Leben und Werk
Rudolph studierte ab 1904 bei Peter Halm und Angelo Jank an der Akademie der Bildenden Künste München und an den Kunstakademien in Leipzig und Dresden. Ab 1911 arbeitete er als freischaffender Maler und Lithograf in Dresden. Er war u. a. befreundet mit Conrad Felixmüller und dem Schriftsteller Carl Hauptmann, den er mehrfach malte. 1921 zeigte er auf einer Ausstellung „eine aus vorzüglicher Beobachtung hervorgegangene Lithographie Carl Hauptmanns“.
In der Zeit des Nationalsozialismus war von Rudolph Mitglied der Reichskammer der bildenden Künste.
Nach dem Ende des Zweiten Weltkrieges arbeitete Rudolph weiter in Dresden.

## Darstellung Rudolphs in der bildenden Kunst
- Conrad Felixmüller: Arthur Rudolph (Öl; 1916; auf der Rückseite des Bilds „Klotzsche. Spätsommerabend“)[3]

## Museen und öffentliche Sammlungen mit Werken Rudolphs (unvollständig)
- Dresden: Galerie Neue Meister
- Dresden: Kupferstichkabinett
- Dresden: Sächsischer Kunstfonds
- Freital: Städtische Sammlungen Freital auf Schloss Burgk

## Werke (Auswahl)
- Stillleben mit Obst und Krügen (Öl, 1914)[4]
- Früchtestillleben (1914, Öl, 59 × 70 cm)[5]
- Pierrot und Columbine (Öl; Dresdener Galerie Neue Meister)[6]
- Der Maler Felix Müller (Öl, 1915; Galerie Neue Meister)[7]
- Selbstbildnis mit Hund (Öl, 1916; Galerie Neue Meister)[8]
- Bildnis einer Dame (Tafelbild, 1917; Galerie Neue Meister)[9]
- Bildnis Carl Hauptmann (Lithografie, 1920; Dresdener Kupferstichkabinetts)[10]
- Selbstbildnis (Öl; ausgestellt 1946 auf der Kunstausstellung Sächsische Künstler)[11]
- Nationalpreisträger Prof. Dr. Ing. Enno Heidebroeck (Öl)[12][13]
- Sportlehrer Erich Nietzschke (um 1953, Öl)[14][13]
- Otto Buchwitz (Öl, 1954)[15]

## Ausstellungen (unvollständig)

### Sicher belegte Teilnahme an Ausstellungen in der Zeit des Nationalsozialismus
- 1934: Dresden, Brühlsche Terrasse („Sächsische Aquarell-Ausstellung“)
- 1934: Dresden, Brühlsche Terrasse („Sächsische Kunstausstellung“)
- 1935: Dresden („Dresdner Kunstausstellung mit Sonderschau Kriegsbilder“)
- 1936, 1939: Dresden („Kunstausstellung Dresden“)
- 1940: Dresden („Dresdner Künstlerbund. Erste Ausstellung Kriegsjahr 1940“)
- 1941: Dresden, Brühlsche Terrasse („Große Dresdner Kunstausstellung“)

### Ausstellungen in der Sowjetischen Besatzungszone bzw. der DDR
- 1946: Dresden, Staatliche Kunstakademie ("Kunstausstellung Sächsische Künstler")[16][17]
- 1946: Dresden, Allgemeine Deutsche Kunstausstellung

#### Postum
- 1979 und 1980: Dresden, Kunstausstellung Kühl ("Angebotsausstellung an Grafik, Gemälden, Plastik des XX. Jahrhunderts")
- 1980/1981: Dresden, Albertinum („Kunst im Aufbruch. Dresden 1918 – 1933“)
- 1984: Leipzig, Weimar, Berlin, Frankfurt/Main („Thema – Stil – Gestalt. 1917 – 1932. Fünfzehn Jahre Literatur und Kunst im Spiegel eines Verlages“)